# Cecil Freeman Gregg
Pour les articles homonymes, voir Gregg.
Cecil Freeman Gregg, né en 1898 dans le quartier de Hendon, à Londres, et mort en 1960 dans le quartier londonien de Willesden, est un auteur britannique de roman policier.

## Biographie
Il travaille comme comptable et secrétaire avant de se consacrer à l’écriture.
Il publie The Murdered Manservant, son premier roman, en 1928, où apparaît l’inspecteur Cuthbert Higgins de Scotland Yard, un gaillard solidement bâti, mais plus enclin à la réflexion qu’à l’action pour élucider les dossiers criminels qui lui tombent entre les mains. Ce héros, qui ne jure que par son travail, revient dans une trentaine de whodunits aux intrigues très standards.  
En 1935, alors que la série Higgins compte une dizaine de titres, l’auteur ressent le besoin de créer en marge un personnage moins raisonnable et scrupuleux. Ainsi donne-t-il vie à Henry Prince, un gentleman-cambrioleur à l’humour bien marqué, qui rappelle le Raffles de Ernest William Hornung par son allure très britannique et l’Arsène Lupin de Maurice Leblanc par son habileté à éviter les rets qui lui sont tendus par les autorités.  Contrairement à Lupin, Henry Prince ne fait toutefois jamais l’apologie de sa profession illicite à laquelle l’a conduit le deuil insoutenable vécu depuis la mort de son épouse Ethel. 

## Œuvre

### Romans

#### SérieInspecteur Cuthbert Higgins
- The Murdered Manservant (1928)
- The Three Daggers (1929)
- The Brazen Confession (1930)
- The Murder on the Bus (1930) Publié en français sous le titre Un crime dans l’autobus, Paris, Librairie des Champs-Élysées, Le Masque no 140, 1933
- The Double Solution (1931) Publié en français sous le titre La Double Solution, Paris, Gallimard, coll. Détective 1re série no 9, 1934
- The Rutland Mystery (1931)
- The Body Behind the Bar (1932)
- Inspector Higgins Hurries (1932)
- The Duke's Last Trick (1933)
- The Execution of Diamond Deutsch ou Murder in the Park (1934) Publié en français sous le titre L’Exécution de Diamond Deutsch, Paris, Éditions de France,  coll. À ne pas lire la nuit no 112, 1937
- Inspector Higgins Sees It Through (1934)
- Danger at the Cliff House (1935) Publié en français sous le titre Le Député Randall, Paris, Librairie des Champs-Élysées, Le Masque no 240, 1937
- Tragedy at Wembley (1936) Publié en français sous le titre Un bal masqué à Wembley, Paris, Librairie des Champs-Élysées, Le Masque no 445, 1953
- The Wrong House (1937)
- Mystery at Moor Street (1938)
- Danger in the Dark (1939)
- Who Dialled 999? (1939)
- The Fatal Error (1940)
- The Vandor Mystery (1942)
- Two Died at Three (1943)
- Melander's Millions (1944)
- The Old Manor (1945)
- Exit Harlequin (1946)
- Murder at Midnight (1947)
- The Man with a Monocle (1948)
- The Ugly Customer (1949)
- From Information Received (1950)
- Inspector Higgins Goes Fishing (1951)
- Accidental Murder (1952)
- Sufficient Rope (1953)
- Night Flight to Zurich (1954) Publié en français sous le titre Week-end empoisonné, Paris, Presses internationales, coll. Inter-Police no 6, 1959 ; réédition, Paris, Presses internationales, coll. Police Choc no 14, s.d.
- The Chief Constable (1955)
- Dead on Time (1956)
- The Obvious Solution (1958)
- Professional Jealousy (1960)

#### SérieHenry Prince
- The Ten Black Pearls ou Murder of Estelle Cantor (1935) Publié en français sous le titre Dix perles noires, Paris, Éditions Delmas, coll. Les Trois Léopards no 11, 1950
- Henry Prince in Action (1936)
- The Return of Henry Prince (1943) Publié en français sous le titre À couteaux tirés, Paris, Éditions Delmas, coll. Les Trois Léopards no 12, 1950

#### Autres romans
- I Have Killed a Man (1931)
- Expert Evidence. Rex V. Marfelt (1938)
- Justice! (1941)
- Airtight Alibi (1956)
- Finlay of the Sentinel (1957) Publié en français sous le titre Prenez garde au cireur !, Lyon, Librairie de la Cité, coll. « Le Caribou » no 14, 1958

## Sources
- Jacques Baudou et Jean-Jacques Schleret, Le Vrai Visage du Masque, vol. 1, Paris, Futuropolis, 1984, 476 p. (OCLC 311506692), p. 226-227.